# Saint-Malo-de-Guersac

Localització de Saint-Malo-de-Guersac

Saint-Malo-de-Guersac (en bretó Sant-Maloù-Gwersac'h) és un municipi francès, situat a la regió de país del Loira, al departament de Loira Atlàntic, que històricament ha format part de la Bretanya. L'any 2006 tenia 3.112 habitants. Limita amb els municipis de Saint-Joachim i Montoir-de-Bretagne.

## Demografia
| 1962                                       | 1968  | 1975  | 1982  | 1990  | 1999  | 2005  |
| ------------------------------------------ | ----- | ----- | ----- | ----- | ----- | ----- |
| 2.207                                      | 2.247 | 2.461 | 3.286 | 3.294 | 3.126 | 3.085 |
| Des de 1962: població sense dobles comptes |       |       |       |       |       |       |

## Administració
| Període   | Identitat     | Partit |
| --------- | ------------- | ------ |
| 1995-2008 | Roger David   | PCF    |
| 2008-     | Alain Bentaha | PS     |